# Хьюстон (округ, Миннесота)
Хью́стон (англ. Houston County) — округ в штате Миннесота, США. Административный центр — Каледония, крупнейший город — Ла-Кресент. По переписи 2000 года в округе проживают 19 718 человек. Площадь — 1473 км², из которых 1445,7 км² — суша, а 27,3 км² — вода. Плотность населения составляет 14 чел./км².

## История
Округ был основан в 1854 году.